# Rajd ELPA 1989
Rajd Elpa 1989 (14. Elpa Rally Halkidiki) – 14. edycja rajdu samochodowego Rajd Elpa rozgrywanego w Grecji. Rozgrywany był od 28 do 31 sierpnia 1989 roku. Była to trzydziesta druga runda Rajdowych Mistrzostw Europy w roku 1989 (rajd miał najwyższy współczynnik - 20) i czwarta runda Rajdowych Mistrzostw Grecji. Składał się z 22 odcinków specjalnych.

## Klasyfikacja rajdu
| Miejsce                      | Kierowca                     | Pilot                        | Samochód                     | Czas                         | Strata                       |                              |
| Klasyfikacja generalna i ERC | Klasyfikacja generalna i ERC | Klasyfikacja generalna i ERC | Klasyfikacja generalna i ERC | Klasyfikacja generalna i ERC | Klasyfikacja generalna i ERC | Klasyfikacja generalna i ERC |
| ---------------------------- | ---------------------------- | ---------------------------- | ---------------------------- | ---------------------------- | ---------------------------- | ---------------------------- |
| 1.                           | Yves Loubet                  | Jean-Marc Andrié             | Lancia Delta Integrale       | 3:45:18                      | 0.0                          |                              |
| 2.                           | Ioánnis Vardinoyiannis       | Konstantinos Stefanis        | Lancia Delta Integrale       | 3:45:34                      | +16                          |                              |
| 3.                           | Piero Liatti                 | Maurizio Imerito             | Lancia Delta Integrale       | 3:47:50                      | +2:32                        |                              |
| 4.                           | Robert Droogmans             | Ronny Joosten                | Ford Sierra RS Cosworth      | 3:51:57                      | +6:39                        |                              |
| 5.                           | Fabio Arletti                | Leonardo Julli               | Lancia Delta Integrale       | 3:53:38                      | +8:20                        |                              |
| 6.                           | Ronald Holzer                | Klaus Wendel                 | Lancia Delta Integrale       | 3:57:16                      | +11:58                       |                              |
| 7.                           | Stratis Hatzipanayiotou      | Kóstas Fertakis              | Nissan 200SX                 | 3:59:43                      | +14:25                       |                              |
| 8.                           | Stoyan Kolev                 | Boyko Ignatov                | Audi Coupé Quattro           | 4:02:30                      | +17:12                       |                              |
| 9.                           | Konstantinos Apostolou       | Dionissis Bellas             | Volkswagen Golf GTi 16V      | 4:04:10                      | +18:52                       |                              |
| 10.                          | Marian Bublewicz             | Jacek Lewandowski            | Mazda 323 4WD                | 4:06:34                      | +21:16                       |                              |